# Hypena regia
Hypena regia là một loài bướm đêm trong họ Erebidae.